# Аввакумов, Юрий Игоревич
Ю́рий И́горевич Авваку́мов (род. 22 июля 1957, Тирасполь) — российский архитектор, художник, куратор. Член Союза архитекторов России (1985), член-корреспондент (2012) и действительный член (2017) Российской академии художеств. Трижды представлял Россию на Венецианской биеннале.

## Биография и деятельность
Родился в Тирасполе 22 июля 1957 года. С 1968 года живёт в Москве. Окончил Московский архитектурный институт (МАРХИ) в 1981 году, в 1983—1988 гг. работал в МАРХИ как научный сотрудник.
С 1982 года участвует в выставках изобразительного искусства и архитектуры как художник, архитектор и куратор.
В 1988 году основал студию «Агитарх» в Москве.
В 1993 году создал фонд «Утопия».
В 1993—1994 годы преподавал в Высшей школе дизайна в немецком Карлсруэ.
В 1997 году получил премию Британского совета за проект моста «Красная горка» (не реализован).
В 2001 году получил Золотой Почетный знак «Общественное признание».
В 2007 году на 10-й Триеннале скульптуры, Феллбах, Германия награждён премией Людвига Гизе.
В 2010 году получил госпремию «Инновация» за проект «День открытых дверей», ММСИ.
В 2017 и 2022 годах награждался серебряной и золотой медалями «Достойному» Российской академии художеств.
Как пишет «Сноб», к началу 2020-х гг. Аввакумов спроектировал около 100 выставок как архитектор, участвовал примерно в 500 как художник и сделал около 50 как куратор; трижды представлял Россию на Венецианской биеннале: в 1996 («Предчувствуя будущее. Архитектор как Сейсмограф»), 2003 («Станция Утопия») и 2008 («РодДом») годах..
Жена — художник Алёна Кирцова.

### Бумажная архитектура
В 1984 году ввёл в русскоязычный обиход термин «бумажная архитектура» для обозначения жанра концептуального проектирования в СССР 1980-х. Согласно определению журнала «Сноб», который пишет, что Аввакумов «считается одним из известных современных русских архитекторов», бумажная архитектура — это «концепт авангардных творческих проектов, для реализации не предназначенных». В формулировке журнала, Аввакумов в советское время сумел добиться того, что «зодчество на бумаге, начинавшееся как студенческое фрондёрство и противодействие архитектурному застою советских 1980-х, ныне считается классикой, а проекты тех лет хранятся в главных музеях мира».
С 1984 года организует выставки Бумажной архитектуры, они прошли с тех пор в Москве, Любляне, Париже, Милане, Франкфурте, Антверпене, Кёльне, Брюсселе, Цюрихе, Кембридже, Остине, Новом Орлеане, Амхерсте, Волгограде, Венеции и Берлине. Коллекции Бумажной архитектуры хранятся в Государственном Музее Изобразительного Искусства им. Пушкина, Москва (30 работ), Государственный Русский Музей, Санкт-Петербург (100 работ), Государственная Третьяковская Галерея, Москва (50 работ), Центр Помпиду, Париж (50 работ), МОМА, Нью-Йорк (50 работ).
В 2019 году выпустил в издательстве музея «Гараж» книгу «Бумажная архитектура. Антология». Это публикация архива избранных Ю. Аввакумовым работ в данном жанре, который он собирает с 1984 года. Книга содержит произведения более 100 авторов (называемых «бумажниками»): 250 проектов в 570 иллюстрациях. В 2020 году Юрий Аввакумов получил за эту книгу премию The Art Newspaper Russia в номинации «книга года». В 2021 году книга переиздана на английском языке. В 2023 году вышло второе издание книги на русском языке.

### Примеры работ и проектов
С начала 1980-х гг работает с наследием русского авангарда, проектирует выставки Любови Поповой (1989), Константина Мельникова (1990), Ольги Розановой (1991), Владимира Татлина (1993/1994), интернет-сайт Ивана Леонидова, в 2002 году реконструирует архитектон Казимира Малевича.
В 1986 году начинает серию работ «Временные монументы», посвящённую конструктивизму 1920-х годов и его героям. Выставки всей серии проходили галерее Линзен в Кёльне (1990), в Русском музее в Санкт-Петербурге и Музее архитектуры в Москве (1992-93). Основная работа из этой серии «Рабочий и колхозница International» (1991) показывалась также на VI Международной выставке архитектуры в Венеции (1996), в Третьяковской галерее в Москве (2000), на выставке «Берлин-Москва» в Берлине, выставке «Работать и жить. Архитектура конструктивизма. 1917—1937» в центре «Зотов» в 2023 году. Другие произведения из этой серии также выставлялись в разных городах мира в течение 1990-х и 2000-х гг.
В период 2000—2003 гг курирует 36 выставок архитектурной фотографии в «Фотопрограмме 24» (Государственный музей архитектуры, Москва / Московский дом фотографии).
В 2007 году организует выставку «РодДом» в галерее ВХУТЕМАС, Москва (в программе Второй биеннале современного искусства) и музее Петропавловской крепости, в 2008 — в церкви Сан-Стае, Венеция (в программе 11-й биеннале архитектуры), в 2009 — в церкви св. Марии Магдалины, Лилль (в программе фестиваля «Европа XXL»).
В июне 2008 года Аввакумов был куратором выставки, приуроченной к открытию музея «Гараж».
Участвовал в проектировании объектов рекреационного комплекса «Новая Голландия» в Санкт-Петербурге, «Музейного городка» в Пушкинском музее в Москве, острова Саадият в Абу-Даби, подземного музея «Зарядье» в Москве (2016)и других объектов.
В 2014 году проектировал выставку «Право переписки», составленную из записок и писем политзаключенных советских лагерей из архивов общества «Мемориал».
В 2025 году издательство музея «Гараж» выпустило книгу "ПРИМЕРЫ. Экспозиция искусства или искусство экспозиции", включившую более 100 музейных и выставочных проектов Аввакумова с 1983 по 2025 год. Проекты сопровождаются пояснительными записками и комментариями. Альбом проектов предваряется 33 короткими эссе, обобщающими опыт автора в проектировании выставок и музеев.

## Списки работ, собраний и проектов

### Музеи
Работы Аввакумова находятся в следующих коллекциях:
- Государственный Русский музей (Санкт-Петербург);
- Государственная Третьяковская галерея (Москва);
- Государственный центр современного искусства (Москва);
- Государственный музей архитектуры (Москва);
- Московский музей современного искусства (Москва);
- Stella Art Foundation (Москва);
- Музей современного искусства (Нью-Йорк);
- Немецкий музей архитектуры (Франкфурт);
- Музей Виктории и Альберта (Лондон);
- Центр Помпиду (Париж);
- Музей нового искусства (Карлсруэ);
- Собрание Альберто Сандретти (Милан);
- Stadtmuseum Fellbach (Фелльбах);
- Nasher Museum университета Дьюк, Северная Каролина.

### Персональные выставки
- 1989 — La cupola, La gondola. ДК МЭЛЗ, Москва.
- 1989 — «Агитарх». Галерея Линзен, Кёльн.
- 1991 — «Стены и лестницы» (с Алёной Кирцовой). Государственный музей архитектуры, Москва.
- 1992 — «Неликвиды» (с Сергеем Шутовым). Первая галерея, Москва / «Временные монументы». Государственный русский музей, Санкт-Петербург / Государственный музей архитектуры, Москва.
- 1996—2000 — «Русская утопия. Депозитарий». Российский павильон, Венецианская биеннале / Нидерландский архитектурный институт, Роттердам / Государственный музей архитектуры, Москва / Музейно-выставочный центр, Волгоград / Государственный русский музей, С.-Петербург.
- 1999 — «А. С. Пушкин и деньги». XL Галерея, Москва.
- 2005 — La Scala. Галерея «Крокин», Москва.
- 2006 — «Красный угол». Stella Art Gallery, Москва.
- 2007 — «Игры». Stella Art Foundation, Москва.
- 2012 — «Проверка зрения». Галерея «Триумф», Москва.
- 2016 — «Башни». Галерея «Крокин», Москва.
- 2020 — «Νεκροπολη». Галерея «Крокин», Москва.

### Групповые выставки
- 1982—1983 — «Кукольный дом». RIBA, Лондон.
- 1989 — «Архитектура и воображение». Форт Асперен, Леердам / «Архитектура и утопия». Павильон Арсенала, Париж.
- 1990 — «В сторону объекта». Городской музей, Амстердам.
- 1991 — «Видение пространства». Галерея Гмуржинска, Кёльн.
- 1991 — «Аввакумов/Бродский/Уткин: концептуальная советская архитектура». Галерея «Спектрум», Сан-Франциско.
- 1994 — «Майская выставка». Кузнецкий Мост, 20, Москва.
- 1995 — «О доме». Галерея «Беляево», Москва.
- 1996 — «Искусство полёта». Музей Цеппелин, Фридрихсхафен / «Археология города будущего». Музей современного искусства, Токио / Музей искусств, Хиросима. / Префектурный музей Гифу / «Предчувствуя будущее. Архитектор как сейсмограф». VI международная выставка архитектуры, Венеция.
- 1997 — «Город Мираж. Другая утопия». NTT ICC, Токио / «Ожившие мосты». Государственная Третьяковская галерея, Москва.
- 1999 — «Лёгкое дыхание». Московский центр искусств.
- 2000 — «Пятый элемент — искусство или деньги». Кунстхалле, Дюссельдорф / «Кукла от звезды. ОРТ», Государственный музей архитектуры, Москва / «Личный взгляд». Государственная Третьяковская галерея, Москва.
- 2001 — «Семейный альбом: Бруклин коллекционирует». Бруклинский музей, Нью-Йорк.
- 2003—2004 — «Берлин—Москва». Мартин-Гропиус-Бау, Берлин / «Москва—Берлин». Государственный исторический музей, Москва.
- 2003 — Form Specific. Музей современного искусства, Любляна / «Станция Утопия». Венецианская биеннале.
- 2004 — «Вообрази лимерик. EV+A», Городская галерея, Лимерик / «Выбор критиков», Биеннале, Лодзь.
- 2005 — Re: modern. Дом художника, Вена. / «Смысл жизни/смысл искусства». Музей Людвига, Будапешт / Третьяковская галерея, Москва / «Чудо света». Новый Манеж, Москва.
- 2006 — «Художники против государства: снова о перестройке». Галерея Фельдмана, Нью-Йорк / «Мечтохранилище», Галерея Уайт-спейс, Лондон / «Башня мира». Музей американского искусства Уитни.
- 2007—2010 — «Триеннале скульптуры», Фелбах // «Чертёж Сибири». 7-я музейная биеннале, Красноярск.
- 2008 — «Персимфанс». Государственный музей архитектуры, Москва / «Тунгусское вещество». Красноярский музейный центр / «Русские мечты…». Музей Басс, Майями-Бич
- 2008—2009 — «Этот смутный объект искусства». Музей Кунстхисторише, Вена / Ка-Оезонико, Венеция.
- 2009 — «Даль». Красноярский музейный центр.
- 2010 — «Русские утопии». Центр современной культуры «Гараж», Москва.
- 2010 — «Превосходное искусство». Аббатство св. Андрея, Меймак.
- 2011 — Svoboda. Spazio Carbonesi, Болонья.
- 2011 — «Русский космос». Кастелло Риволи, Турин / ММАМ, Москва.
- 2013 — Trespassing Modernities. Salt Galata, Стамбул.
- 2016 — «Коллекция! современное искусство СССР и России, 1950—2000». Центр Помпиду, Париж.

### Кураторские проекты
- 1984 — «Бумажная архитектура». Редакция журнала «Юность», Москва.
- 1986 — «Бумажная архитектура. В поисках своеобразия». Галерея Шкуц, Любляна.
- 1988 — «Бумажная архитектура. Фантазии и утопии». Ла-Виллет, Париж / «Бумажная архитектура. Фантазии против утопий». Дворец искусств, Милан.
- 1989 — «Бумажная архитектура. Новые проекты из СССР». Немецкий музей архитектуры, Франкфурт.
- 1990 — «Новая архитектурная фантазия». Галерея Линзен, Кёльн / «Строить!». Фонд архитектуры, Брюссель / «Авангард 20/90». ЦВЗ «Манеж», Москва.
- 1990—1991 — «Бумажная архитектура». Архитектурный форум, Цюрих / Центр изобразительных искусств, МТИ, Кембридж / Центр современного искусства, Новый Орлеан / Галерея Хантингтон, Остин / Центр изящных искусств, Амхерст.
- 1992 — «Бумажная архитектура. Alma mater». Московский архитектурный институт.
- 1994 — «Фабрика утопий. Русская визионерская архитектура XX века». Государственный музей архитектуры, Москва.
- 1998 — «Эпопея великой эпохи». Павильон искусств, Париж.
- 1999—2000 — «Без стены. Энтони Сво». Галерея Обердан, Милан / Главпочтамт, Берлин-Митте / Королевский фестивальный зал, Лондон / ЦВЗ «Манеж», Москва.
- 2000—2003 — «Фотопрограмма 24». 36 выставок архитектурной фотографии. Государственный музей архитектуры, Москва / Московский дом фотографии.
- 2005 — «Игровая площадка». Галерея Artplay, Москва.
- 2007 — «Роддом». Галерея ВХУТЕМАС, Москва / Петропавловская крепость, Санкт-Петербург
- 2007 — «Арабеск(и)». Пирогово, Московская область.
- 2007 — «Транзит. Бумажная архитектура. Папка эскизов. Бывшие военные бараки». Кодрас. Салоники
- 2008 — «Гараж». Вводная выставка, ГЦСК, Москва.
- 2008 — «Роддом». Биеннале архитектуры, церковь Сан-Стае, Венеция.
- 2009 — «Роддом». Церковь Марии Магдалины, Лилль.
- 2009 — «Бумажная архитектура. Мавзолей». ГТГ, Москва.
- 2009 — «Зодчество-2009». ЦВЗ «Манеж», Москва.
- 2009 — «День открытых дверей», ММСИ, Москва.
- 2010 — «Кабинет директора». Палаццо Зенобио, Венеция.
- 2010 — «Зодчество-2010». ЦВЗ «Манеж», Москва.
- 2011 — «Реликварий». Галерея Musivum, Москва.
- 2013 — «Тотан Кузембаев. Гравитация». Артплей, Москва.
- 2015 — «Бумажная архитектура. Конец истории». ГМИИ им. Пушкина.
- 2017 — «Бумажная архитектура. Коллекция». Центр Помпиду, Париж.
- 2017 — «Центробежные тенденции». Музей архитектурной графики, Берлин
- 2018 — «Собирательный образ». Музей Тропинина, Москва.
- 2019 — «Атлас творческих студий». ЦВЗ «Манеж», Москва.
- 2020 — «Остоженка. Проект в проекте». Музей Москвы.
- 2023 — «Сочинилъ архитекторъ Щусевъ». Музей декоративного искусства, Москва.

### Выставочные проекты
- 1983 — Архитектор Курокава, ЦДА, Москва (с Евгением Ассом).
- 1985 — Выставка молодых архитекторов. ЦДХ, Москва.
- 1988 — «Арт-рок-парад Асса». ДК МЭЛЗ, Москва.
- 1989 — Любовь Попова. Государственная Третьяковская галерея, Москва.
- 1990 — Константин Мельников. Государственный музей изящных искусств им. А. С. Пушкина, Москва.
- 1991 — Ольга Розанова. Тверская, 25, Москва.
- 1993—1994 — Владимир Татлин. Кунстхалле, Дюссельдорф / Государственная Третьяковская галерея, Москва.
- 1997 — Михаил Врубель. Кунстхалле, Дюссельдорф (с Алёной Кирцовой)
- 1998 — «Эпопея великой эпохи». Павильон искусств, Париж.
- 1999 — «16 историй о москве». Государственная канцелярия, Мюнхен.
- 2000 — «Без стены. Энтони Сво». Королевский фестивальный зал, Лондон / «Пятый элемент — искусство или деньги». Кунстхалле, Дюссельдорф.
- 2002 — «История гарднеровской фигурки». Московский центр искусств / Фотобиеннале, ЦВЗ «Манеж», Москва.
- 2004 — «Бубновый валет». Зал Антуана 1-го, Монако (с Алёной Кирцовой).
- 2005 — «1418». Московский дом фотографии
- 2006 — «Лёгкость бытия». Курорт Пирогово, Московская область.
- 2007 — «Арабеск(и)». Курорт Пирогово, Московская область.
- 2008 — «Красноармейская студия». Интеррос, Москва.
- 2008 — «Фарфор». Музей прикладного искусства, Франкфурт-на-Майне.
- 2008 — «Меандр». Курорт Пирогово, Московская область.
- 2008 — «Русские мечты…». Музей Басс, Майями-Бич.
- 2009 — «Искусство без границ». Дворец наций, Женева.
- 2009—2010 — «Зодчество». ЦВЗ «Манеж», Москва.
- 2010 — «Небеса ручной работы». Центр Грабаря, Москва.
- 2011 — «100 % Иваново». Музей Революции, Москва.
- 2011 — Василий Ермилов. Арсенал, Киев (с Алёной Кирцовой).
- 2011 — «Гора Афон. Образы святой земли». ГИМ, Москва.
- 2012 — «Русские и немцы». ГИМ, Москва (с Алёной Кирцовой).
- 2012 — «Манеж. музейный уровень» (три выставки). ЦВЗ «Манеж», Москва (с Алёной Кирцовой).
- 2012 — «Гелий Коржев. Библия соцреалиста». Институт русского реалистического искусства, Москва (с Алёной Кирцовой).
- 2013 — «Павел Корин. Реквием». ГТГ, Москва.
- 2014 — «Искусство кимоно». Манеж, Москва.
- 2014 — «Искусство как профессия». ГМИИ им. Пушкина, Москва.
- 2014 — «Василий Шухаев. Ретроспектива». ММСИ, Москва.
- 2014 — «Право переписки». Международный мемориал, Москва.
- 2015 — «Хранители». ГМИИ им. Пушкина, Москва.
- 2017 — Василий Шухаев. Магаданский областной краеведческий музей.
- 2018 — «Хвост кометы». ГМЗ «Ростовский кремль».
- 2018 — «НЭР: по следам города будущего». Музей архитектуры им. Щусева, Москва (с Александрой Гутновой).
- 2025 — «Наш авангард». Государственный Русский музей, корпус Бенуа.

### Архитектурные проекты
- 1984 — «Дом-матрёшка». Конкурс ЮНЕСКО «Города и жилища завтрашнего дня», бронзовая медаль / «Город-клуб. Конкурс а+u 'Стиль 2001 года'», (с САКБ МАРХИ), Токио, 1-я премия.
- 1986 — «Центр г. Гагарина». Конкурс СА СССР, 1-я премия.
- 1993 — «Центральный парк скульптуры и отдыха», Москва / Первая галерея фонда «Утопия» (с Георгием Солоповым), Москва.
- 1997 — Мост «Красная горка», конкурс Британского совета, 1-я премия.
- 2002 — «Майор Пронин», (с Андреем Бильжо и Алёной Кирцовой), интерьер ресторана, Москва.
- 2007 — «Гуггенхайм Биеннале Абу-Даби», о. Саадият, проект выставочного павильона (с Андреем Савиным).
- 2008 — «Музей органической культуры». Коломна
- 2011 — Новая Голландия, СПб, проект культурного комплекса (с Георгием Солоповым).
- 2011 — Северо-кавказский центр современного искусства. Владикавказ, (с Георгием Солоповым).
- 2015 — Усадьба Голицыных. Проект реконструкции и приспособления (с Георгием Солоповым). ГМИИ им. Пушкина, Москва.
- 2016 — Подземный музей «Зарядье», Москва (с Георгием Солоповым).
- 2017 — «Кенотаф Солженицына». Москва.